# Paweł Bernas
Paweł Bernas (Gliwice, Voivodat de Silèsia, 24 de maig de 1990) és un ciclista polonès, professional des del 2013. De les seves victòries destaca la Volta a l'Alentejo i la Szlakiem Grodów Piastowskich.

## Palmarès
- 2011
  - 1r a la Carpathia Couriers Path
- 2013
  -  Campió de Polònia en contrarellotge amb parelles (amb Kamil Gradek)
- 2014
  - 1r a la Visegrad 4 Bicycle Race-GP Slovakia
  - 1r a la Visegrad 4 Bicycle Race-GP Hungary
  - Vencedor d'una etapa de la Volta a la Xina I
- 2015
  - 1r a la Visegrad 4 Bicycle Race-GP Czech Republic
  - 1r a la Volta a l'Alentejo i vencedor d'una etapa
  - 1r a la Szlakiem Grodów Piastowskich i vencedor d'una etapa
  - Vencedor d'una etapa del Gran Premi Liberty Seguros
- 2017
  - Vencedor d'una etapa de la Małopolski Wyścig Górski
- 2020
  - 1r al Gran Premi Alanya
  - Vencedor d'una etapa al Giro del Friül-Venècia Júlia

### Resultats a la Volta a Espanya
- 2019. 149è de la classificació general